# GDAL
La Geospatial Data Abstraction Library o GDAL è una libreria Open Source per leggere e scrivere numerosi formati di dati geografici, pubblicata dalla Open Source Geospatial Foundation sotto la licenza X/MIT. GDAL presenta un modello di dati astratto comune attraverso il quale le applicazioni possono accedere a tutti i formati di dati geografici raster supportati. Insieme alla libreria vera e propria GDAL è accompagnata da numerose applicazioni a linee di comando che permettono di eseguire traduzioni di formato e semplici processamenti dei dati geografici.
All'interno del codice sorgente di GDAL è presente la libreria OGR che offre simili funzionalità per i formati di dati geografici vettoriali.
L'autore principale di GDAL è stato Frank Warmerdam fino alla release 1.3.2 quando la manutenzione della libreria è stata formalmente passata al GDAL/OGR Project Management Committee sotto la direzione della Open Source Geospatial Foundation.
GDAL/OGR è considerato uno dei principali progetti software sia dalla comunità GIS Open Source che dalle aziende commerciali del settore a causa dell'uso molto diffuso e dell'ampio insieme di funzionalità che offre.
(Howard Butler)

## Software che usa GDAL/OGR
I programmi software che usano la libreria GDAL/OGR per l'accesso ai dati geografici sono molto numerosi e comprendono la quasi totalità del software GIS Open Source e anche numerosi programmi commerciali poiché la licenza X/MIT non pone alcuna restrizione sull'uso commerciale. Alcuni esempi sono:
- Open Source
  - MapServer
  - GRASS GIS
  - Orfeo toolbox
  - QGIS
  - gvSIG
  - R
  - OpenFluid

- Proprietari
  - Google Earth
  - ESRI ArcGIS